# Чаншоу
Чаншо́у (кит. упр. 长寿, пиньинь Chángshòu) — район городского подчинения города центрального подчинения Чунцин (КНР).

## География
Чаншоу расположен на севере центральной части города Чунцина. Общая площадь района составляет 1 423,62 км². Средняя высота района над уровнем моря находится в пределах от 600 до 700 метров.
Климат в Чаншоу влажный субтропический, четко выражены четыре времени года, климат мягкий, зима теплая, ранняя весна, обильные дожди. Среднегодовое количество осадков 1165,2 мм, среднегодовая температура +17,7ºС, средняя максимальная температура +20,7ºС, средняя минимальная +16,7ºС. Среднегодовое количество солнечных часов — 1245,1.

## История
При империи Тан в этих местах был образован уезд Лэвэнь (乐温县). При империи Мин в честь находящейся в северной части уезда горы Чаншоушань уезд был переименован в Чаншоу.
Указом Госсовета КНР от 25 декабря 2001 года уезд Чаншоу был преобразован в район Чаншоу города Чунцин.

## Административно-территориальное деление
Район Чаншоу делится на 4 уличных комитета и 14 посёлков.

Уличные комитеты: Фэнчэн (凤城街道), Яньцзя (晏家街道), Цзяннань (江南街道), Дучжоу (渡舟街道).

Посёлки: Линьфэн (邻封镇), Даньду (但渡镇), Юньцзи (云集镇), Чаншоуху (长寿湖镇), Шуанлун (双龙镇), Лунхэ (龙河镇), Шиянь (石堰镇), Юньтай (云台镇), Хайтан (海棠镇), Гэлань (葛兰镇), Синьши (新市镇), Бакэ (八颗镇), Хунху (洪湖镇), Ваньшунь (万顺镇).

## Транспорт
Проходит	железнодорожная линия Чунцин-Хуайхуа.